# 百地丹波
百地丹波（日语：／ Momochi Tanba，1556年—1640年6月7日），本名為百地三太夫（日语：／ Momochi Sandayū），日本戰國時代伊賀流忍術的始祖。
出身於名張中村地區，表面上是伊賀地區的豪族、實際上則是伊賀忍者中的“上忍”、是伊賀忍者中三位領導者之一，伊賀惣國一揆的指導者。天正年間、在伊賀地區逐步擴大勢力，帶領伊賀忍者進入全盛期。但是其勢力的擴張卻招來了織田信長的不安。
天正7年（1579年）信長派其次子織田信雄進攻伊賀，但因為信雄拙劣的指揮，織田軍被伊賀忍者擊退。信長有感於忍者雄厚的實力將帶來威脅，於是在天正9年（1581年）再度親率5萬大軍攻入伊賀。對此百地丹波選擇了在柏原之砦守城抵抗，終因敵眾我寡而滅亡（天正伊賀之亂）。但亦有傳說他存活至1595年左右。相傳大盜石川五右衛門為其弟子。
現在三重縣名張市有百地宗家居住。現任當主百地喜生為第19代當主。日本格鬥遊戲玩家ももち〈本名：百地祐輔〉，為百地三太夫後裔子孫。

## 登場作品
影視劇
- 怎麼辦家康（2023年、NHK大河劇、演：嶋田久作）

電玩遊戲
- 戰國無雙5（配音：津田健次郎）
- 刺客教條：暗影者